# STOBAR

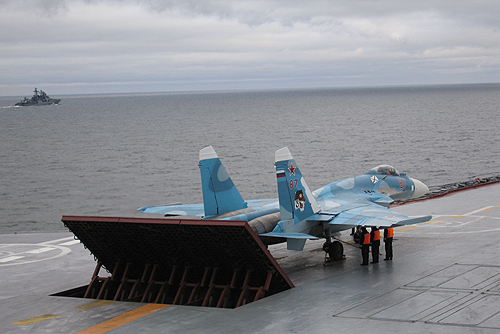
러시아 유일의 쿠즈네초프 항공모함에서 제트화염반사판을 올리고, 수호이 33이 단거리 이륙을 준비중이다. 미국의 CATOBAR와는 달라서, 캐터펄트의 도움이 없다

STOBAR (short take off but arrested recovery)는 항공모함의 이착륙 방식 중의 하나이다. 항모의 함재기가 단거리로 이륙하고, 어레스팅 기어로 착륙하는 방식이다. 대표적으로 러시아 항모가 사용한다. 다른 항모 함재기의 이착륙방식으로는 영국의 STOVL, 미국의 CATOBAR가 있다.

## 사용 항모
- 러시아
  - 쿠즈네초프 항공모함 1척
- 중국
  - 바리야그 항공모함 1척(계획중)
  - 베이징급 항공모함 2-5척(계획중)
- 인도
  - 비크란트급 항공모함 2척(계획중)

## 같이 보기
- CATOBAR - 미국, 프랑스 항모 함재기 이착륙방식
- STOVL - 영국 경항모의 해리어 이착륙 방식